# Kalopsída
Kalopsída är en ort i Cypern.   Den ligger i distriktet Eparchía Ammochóstou, i den östra delen av landet, 40 km öster om huvudstaden Nicosia. Kalopsída ligger 28 meter över havet och antalet invånare är 660. Den ligger på ön Cypern.
Terrängen runt Kalopsída är platt.Trakten runt Kalopsída är ganska tätbefolkad, med 104 invånare per kvadratkilometer. Närmaste större samhälle är Famagusta, 13,4 km öster om Kalopsída. Trakten runt Kalopsída består till största delen av jordbruksmark.